# لويل هولدن باركر
لويل هولدن باركر هو مصرفي ومحامي وشخصية أعمال وسياسي أمريكي، (و. 1848 – 1937 م). نشط حزبياً في الحزب الجمهوري. وقد انتخب عضو جمعية ولاية ويسكونسن ‏.